# Мойсей Кадець
Мойсей М. Кадець — український політичний і громадський діяч, лікар та дипломат.

## Біографія
Лікар із внутрішніх хвороб, хірург. Довгий час практикував у Києві; під час війни[якої?] працював в шпиталях Американського Червоного Хреста в Україні та на Галичині, а після революції працював в Українському Червоному Хрестові.
Згідно з Наказом № 6 по Міністерству закордонних справ УНР від 11 січня 1919 р. увійшов до складу Надзвичайної дипломатичної місії УНР до Сполучених Держав Північної Америки як секретар. В складі місії, разом із Юліаном Бачинським виїхав до США. Після закінчення роботи місії залишився в США. Займався лікарською справою в Нью-Йорку. Мав свій лікарський офіс в будинку 38 на Вест 120-ій вулиці, між 5-ю і Ленокс авеню.